# Samurai
„Samurai” – czwarty singel oraz utwór brytyjskiego zespołu Juno Reactor wydany 10 września 1996 roku w Stanach Zjednoczonych przez wytwórnię Hypnotic (wydanie CD). Singel pochodzi z trzeciego albumu Juno Reactor - Beyond the Infinite, składa się na niego 5 utworów: tytułowy "Samurai" w wersji oryginalnej i zremiksowanej, remiksy utworów "Feel the Universe" i "Magnetic" oraz b-side "Labyrinth". Utwory te, podobnie jak większość produkcji zespołu, należą do nurtu muzyki psychedelic trance oraz goa trance.

## Lista utworów
1. "Samurai" - 8:18
2. "Samurai" (Total Eclipse Remix) - 5:12
3. "Feel the Universe" (Kox Box Remix) - 7:47
4. "Magnetic" (Robert Liener Remix) - 8:08
5. "Labyrinth" - 6:26